# 程步高
程步高（1898年—1966年6月20日），字齐东，男，浙江平湖人，中国电影导演。代表作有《狂流》、《春蚕》、《女儿经》等。